# Noordoost (Groningen)
Noordoost is een wijk in de Nederlandse stad Groningen. De wijk  werd als zodanig gevormd bij de nieuwe wijk- en buurtindeling van Groningen in 2014. De wijk ligt binnen het gebiedsdeel Oost. De grenzen van de wijk worden gevormd door het van Starkenborghkanaal in het zuiden, de gemeentegrens met de gemeente Het Hogeland in het noorden en de wijk Noorddijk e.o.
De wijk is onderverdeeld in acht buurten: Beijum-West, Beijum-Oost, De Hunze, Van Starkenborgh, Noorderhoogebrug, Het Witte Lam, Koningslaagte en  Hunzeboord.

## Fotogalerij

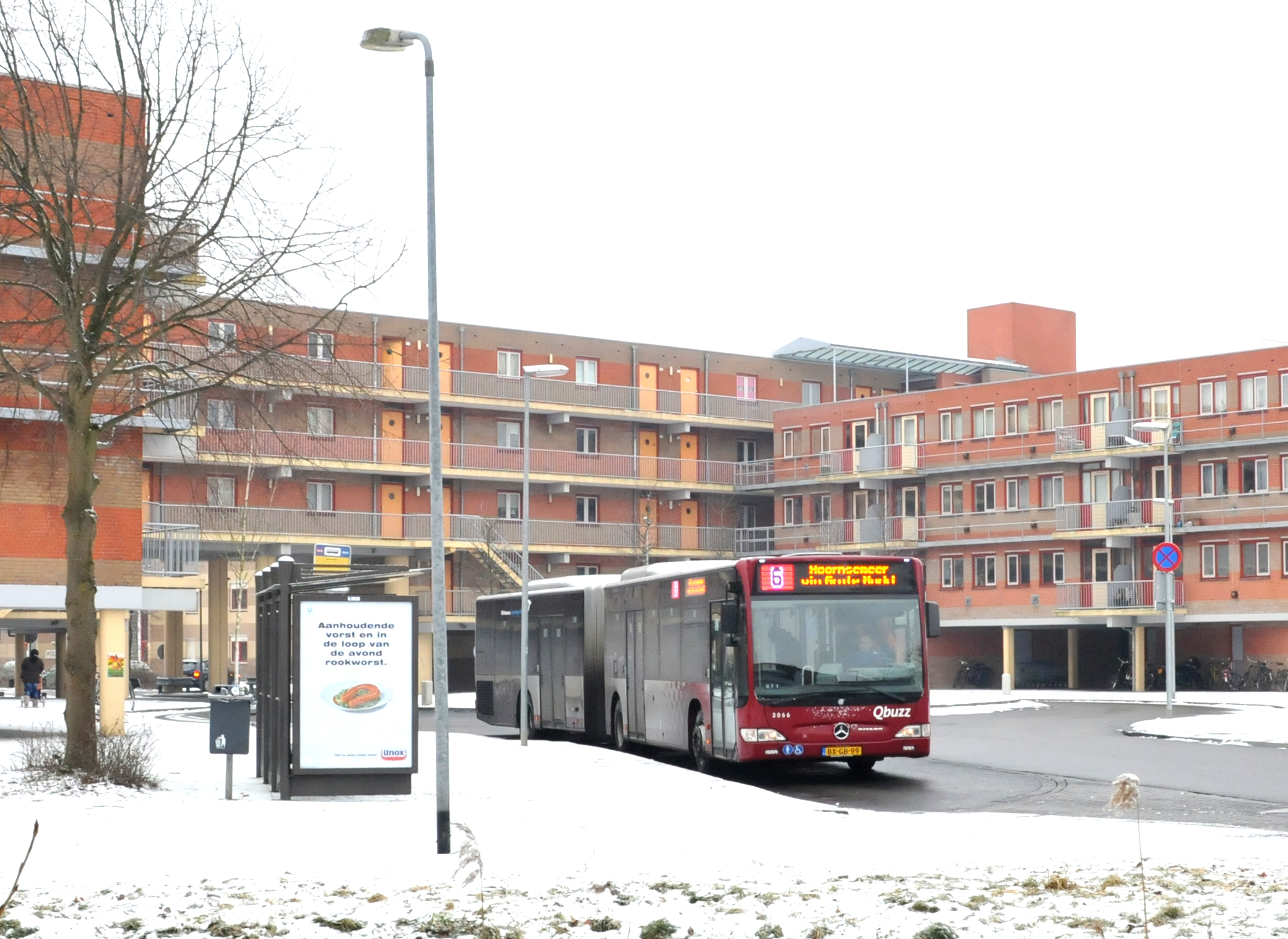
De Wibenaheerd in Beijum
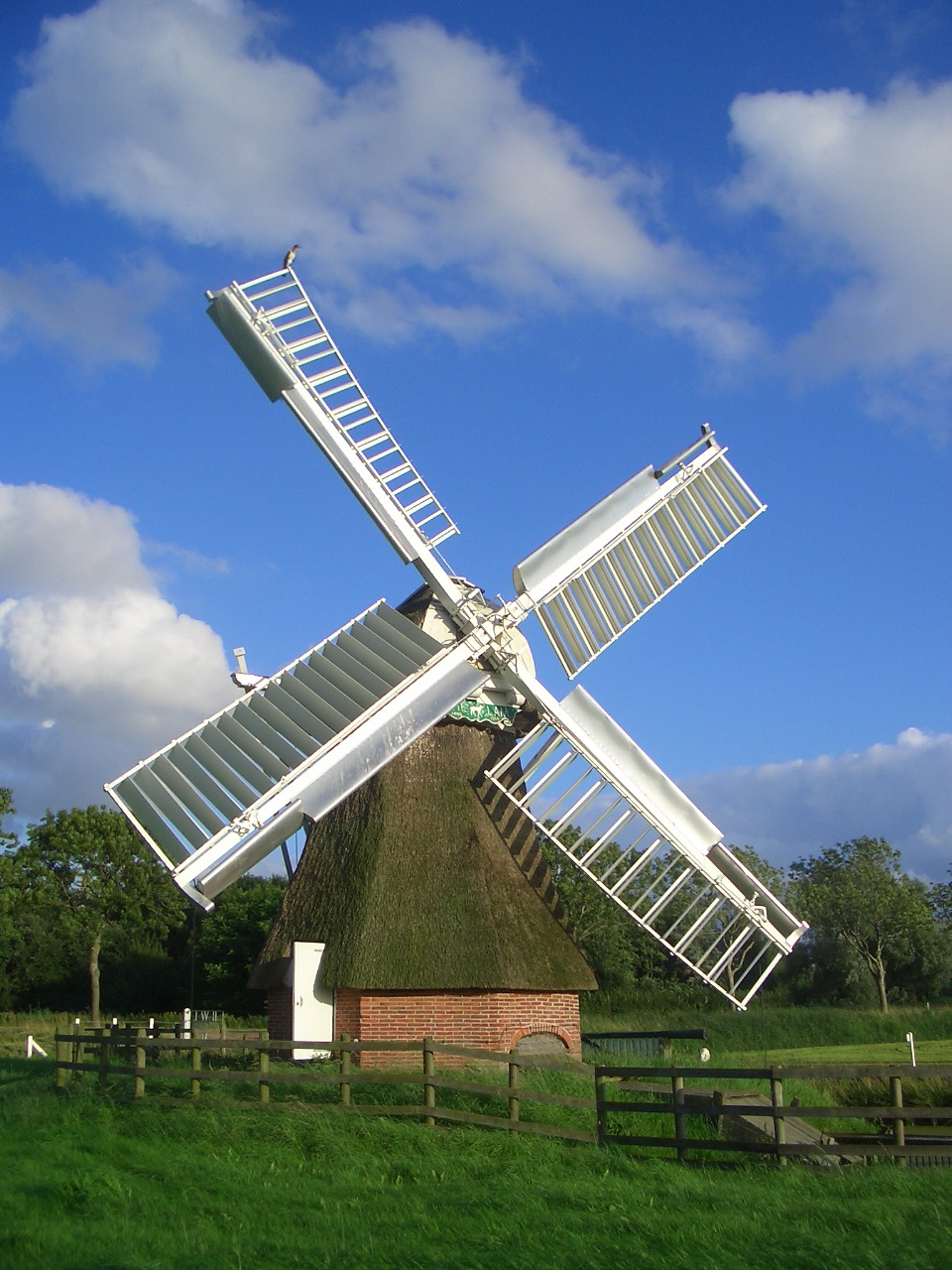
Het Witte Lam
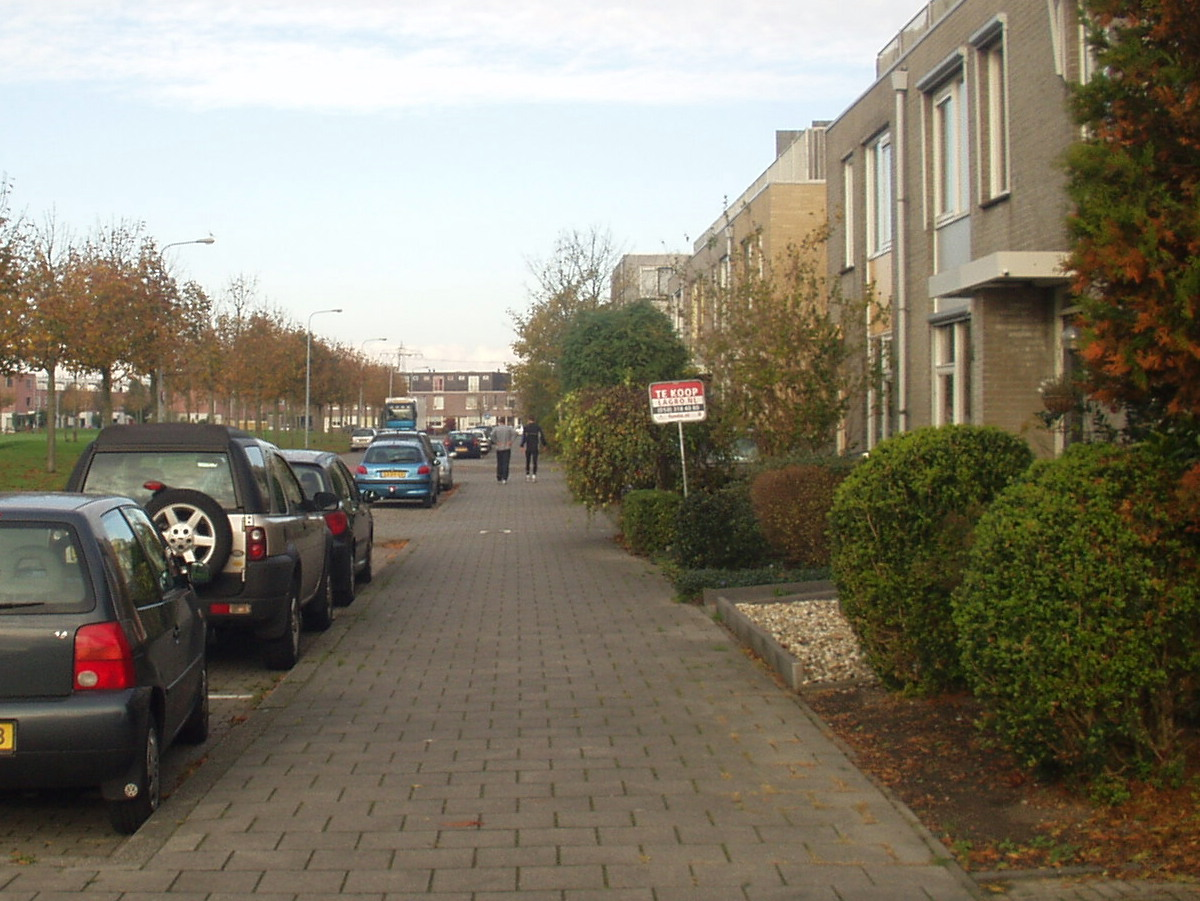
De Berlageweg in De Hunze
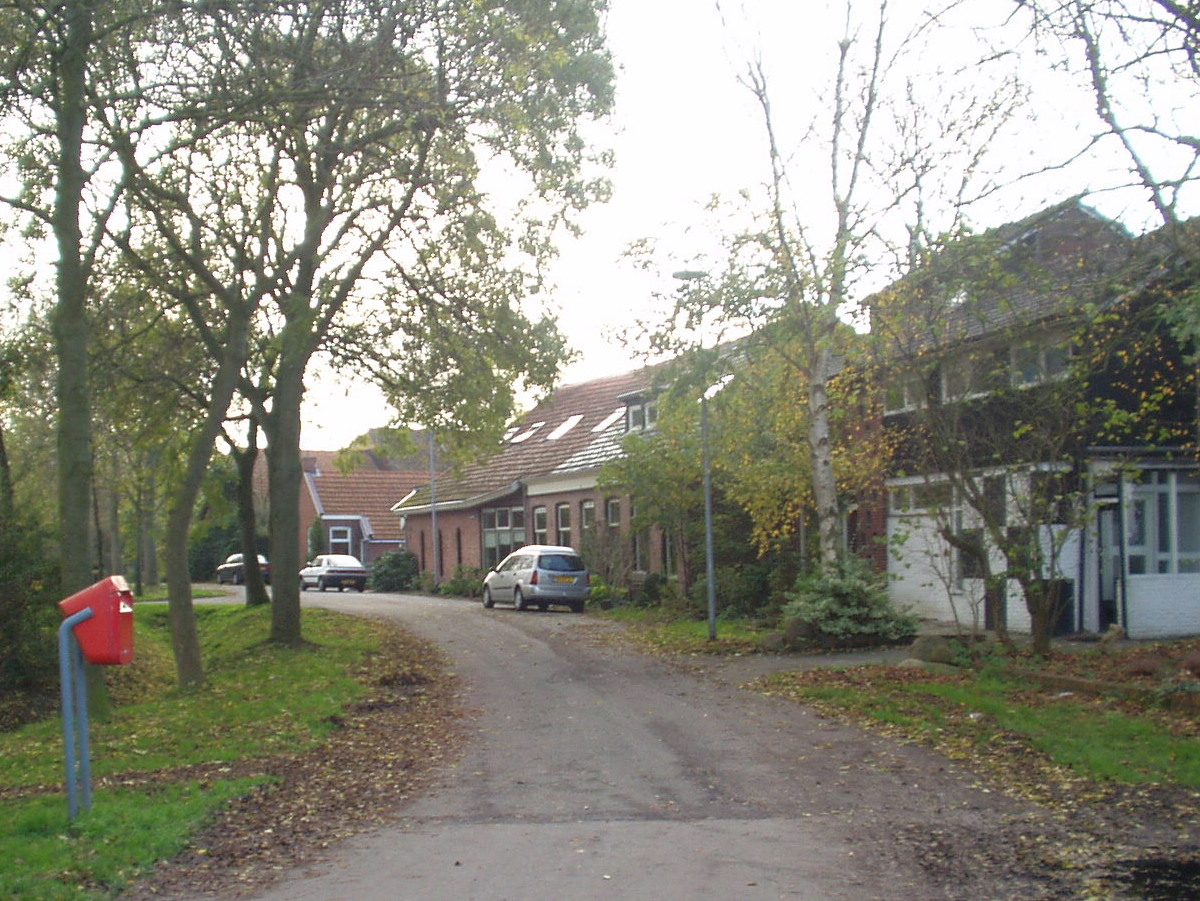
Noorderhoogebrug